# Ranunculus canus
Ranunculus canus là một loài thực vật có hoa trong họ Mao lương. Loài này được Benth. miêu tả khoa học đầu tiên năm 1848.